# Льокур
Льоку́р (фр. Liocourt) — коммуна во французском департаменте Мозель региона Лотарингия. Относится к кантону Дельм.	

## География
Льокур расположен в 27 км к юго-востоку от Меца. Соседние коммуны: Моншо и Жювиль на севере, Бакур на северо-востоке, Ксокур, Превокур и Тенкри на востоке, Пюзьё и Дельм на юго-востоке, Аленкур-ла-Кот на юге, Тезе-Сен-Мартен на юго-западе, Фовиль и Флен на западе, Вюльмон и Сайи-Ашатель на северо-западе.

## История
- Деревня бана Дельм, феод бароната де Вивье.

## Демография
По переписи 2008 года в коммуне проживало 139 человек.

## Достопримечательности
- Следы древнеримского тракта.
- Замок-крепость Льокур был разрушен в 1349 году в междоусобной войне с Мецем.
- Церковь Сен-Кристоф, XV век, переделан в 1785 году и позже в XIX веке.